# Оборонный
Оборонный (Сухой, Келисаари, фин. Kelisaari — «путевой остров») — остров в Ладожском озере; один из Оборонных (Емельяновых) островов Валаамского архипелага. Расположен южнее острова Валаам. Административно относится к Сортавальскому району Карелии Россия.
Остров Сухой отделён от острова Емельяновский узким проходом, глубина в котором 2,4 м. У северного берега острова Сухой находится разрушенный пирс.

## История

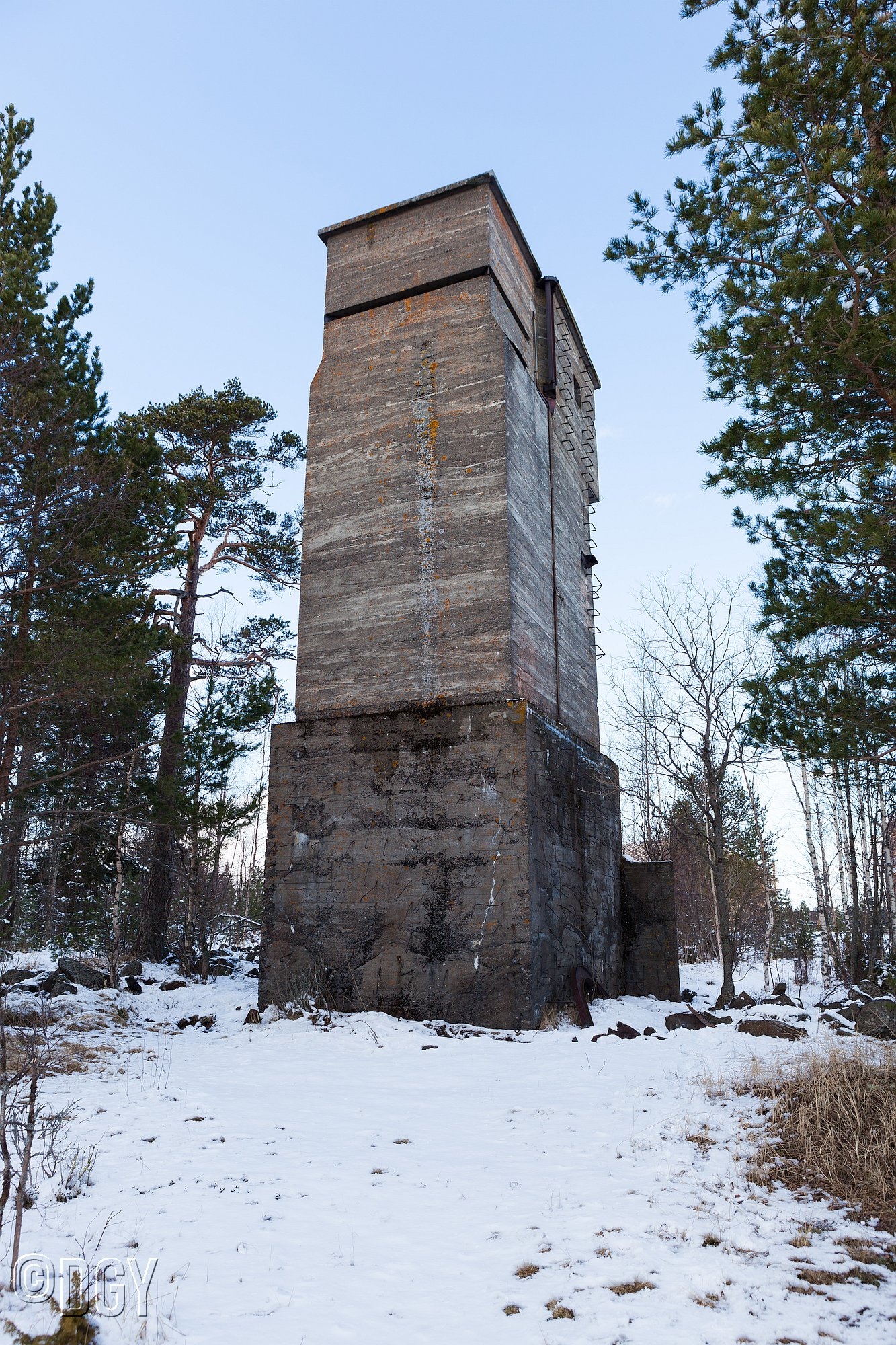
Башня управления огнём

После получения Финляндией независимости на архипелаг прибыли первые военные. На островах, получивших название Оборонных и в зданиях рыбацкого посёлка, разместились сторожевой флот и станция морского дозора.
Во время войны 1939—1940 годов  форт  на Оборонном острове занимал центральное место в системе укреплений Валаама. Здесь находилась береговая артиллерия, но боевых действий на острове не велось. Орудия «заговорили» лишь однажды, в 1944 году, когда на горизонте показались советские корабли. 
В межвоенный период финнами на Ладоге было сооружено немало различных связанных с обороной построек, но такой концентрации и разнообразия фортификационных сооружений, как на Оборонном, нет нигде. Укрепления на острове включают в себя двухъярусные подземные казематы, орудийные позиции, прорубленный в толще скалы тайный спуск к Ладоге, а также артиллерийскую вышку.
4 сентября 1944 года СССР и Финляндия заключили перемирие, а 19 сентября — временный мир, граница установилась по рубежам 1940 года. Финны эвакуировали с отвоёванных ими территорий сначала местное население, а затем и войска. 1 октября граница закрылась.
Оборонные сооружения в целом хорошо сохранились и с 1990-х годов сюда приезжает немало туристов.